# شهرستان لیتریم
شهرستان لیتریم (به انگلیسی: County Leitrim) یک شهرستان در ایرلند است که در کوناکت واقع شده‌است. شهرستان لیتریم ۱٬۵۹۰ کیلومتر مربع مساحت و ۳۱٬۷۹۸ نفر جمعیت دارد.